# Melodies
Singles de GAM
Thanks!
(2006) Lu Lu Lu
(2007)
Melodies (メロディーズ) est le 2e single du duo GAM (Aya Matsūra et Miki Fujimoto).

## Présentation
Le single sort le 18 octobre 2006 au Japon sous le label hachama, écrit et produit par Tsunku. Il atteint la 8e place du classement de l'Oricon. Il se vend à 21 425 exemplaires la première semaine et reste classé pendant 7 semaines, pour un total de 33 324 exemplaires vendus durant cette période. Il sort aussi au format "CD+DVD" avec une pochette différente et un DVD en supplément, ainsi qu'au format "Single V" (DVD) contenant le clip vidéo un mois plus tard.
La chanson-titre figurera sur l'album de GAM 1st GAM ~Amai Yūwaku~ qui sort en 2007. Une version alternative figure en "face B".

## Liste des titres
Toutes les chansons sont écrites et composées par Tsunku, et les arrangements sont de Kaoru Okubo.
| CD    | CD                                                                | CD    | CD | CD | CD | CD | CD | CD | CD |
| No    | Titre                                                             | Durée |    |    |    |    |    |    |    |
| ----- | ----------------------------------------------------------------- | ----- | -- | -- | -- | -- | -- | -- | -- |
| 1.    | Melodies (メロディーズ)                                           | 4:25  |    |    |    |    |    |    |    |
| 2.    | Melodies (Piano Dokushō Version) (メロディーズ (Piano独唱Version) | 3:36  |    |    |    |    |    |    |    |
| 3.    | Melodies (Instrumental) (メロディーズ...)                         | 4:28  |    |    |    |    |    |    |    |
| 12:30 |                                                                   |       |    |    |    |    |    |    |    |

| 1. | Melodies (Special Edition) (メロディーズ (SPECIAL EDITION) |  |

| 1. | Melodies (メロディーズ)                      |  |
| 2. | Melodies (Dance Shot Ver.) (メロディーズ...) |  |
| 3. | Making Eizo (メイキング映像)                 |  |

## Interprétations à la télévision
- Hello! Morning (15 octobre 2006)
- Ongaku Senshi Music Fighter (27 octobre 2006)
- Gekkou Ongakudan (30 octobre 2006)
- Pop Jam (10 novembre 2006)